# 8548 Сумідзіхара
8548 Сумідзіхара (8548 Sumizihara) — астероїд головного поясу, відкритий 14 березня 1994 року.
Тіссеранів параметр щодо Юпітера — 3,361.
Названо на честь Сумідзі Хари (яп. すみじ・はら(原澄治) сумідзі хара).